# Kōichi Hiroki
Kōichi Hiroki (jap. 廣木 光一, Hiroki Kōichi; * 17. August 1956) ist ein japanischer Jazzmusiker (Gitarre, auch E-Bass).
Koichi Hiroki spielte in der japanischen Jazzszene ab den 1970er-Jahren u. a. in der Ryōjirō Furusawa Group (Spicy Island), mit Shigeharu Mukai (Magarita: Morning Flight, 1981), Tamami Koyake, Tetsu Saitoh (The String Quartet of Tokio & Orchestra, 1992), Akira Sakata (Akira Sakata and His DA DA DA Orchestra Play Duke Ellington and a Few Surprises), Fumio Itabashi (Red Apple, 1985) und Tetsu Saitoh (Tetsu Plays Piazzolla, 1990).
Ab 1990 legte er eine Reihe von Alben unter eigenem Namen vor, Im Bereich des Jazz listet ihn Tom Lord zwischen 1978 und 1990 bei neun Aufnahmesessions.